# جيسي كادل
جيسي كادل (بالإنجليزية: Jessie Cadell)‏ (23 أغسطس 1844، لندن في المملكة المتحدة - 17 يونيو 1884، فلورنسا في إيطاليا)؛ هي مستشرقة وكاتِبة ومترجمة وروائية بريطانية.